# Cristian Olivera
Cristian Gonzalo Olivera Ibarra (ur. 17 kwietnia 2002 w Montevideo) – urugwajski piłkarz występujący na pozycji skrzydłowego, reprezentant Urugwaju, od 2025 roku zawodnik brazylijskiego Grêmio.